# Château de Hohenbocka
Le château de Hohenbocka est un château romantique néomédiéval situé à Hohenbocka dans le sud du Brandebourg en Lusace.

## Histoire
Ce château de 1 245 m2 a été construit en 1897-1898 par la famille von Götz d'après une image représentant un château de conte de fée. Il sert de demeure à l'importante exploitation agricole de la famille et remplace l'ancien manoir détruit en 1902. Les écuries et la remise sont construites en 1904. La tour ornée d'une girouette permet d'apercevoir les terres environnantes. Un petit manoir de 465 m2 est construit pour l'un des fils de la famille en 1909.
La famille von Götz est expulsée et expropriée en 1945, mais le pasteur et le bourgmestre empêchent le saccage du château. Il sert de maison de quarantaine et de convalescence, puis à partir de 1950 de sanatorium et à partir de 1965 de maison de soin pour les malades de la scarlatine, en tant que filiale de l'hôpital de Senftenberg. Il accueille ensuite des enfants handicapés. Une quarantaine d'enfants y vivent jusqu'en 1992.
Le château est restauré en 1981 et en 1992-1993. Il a été acheté, ainsi que son parc, en août 2008 par la firme Drochow.

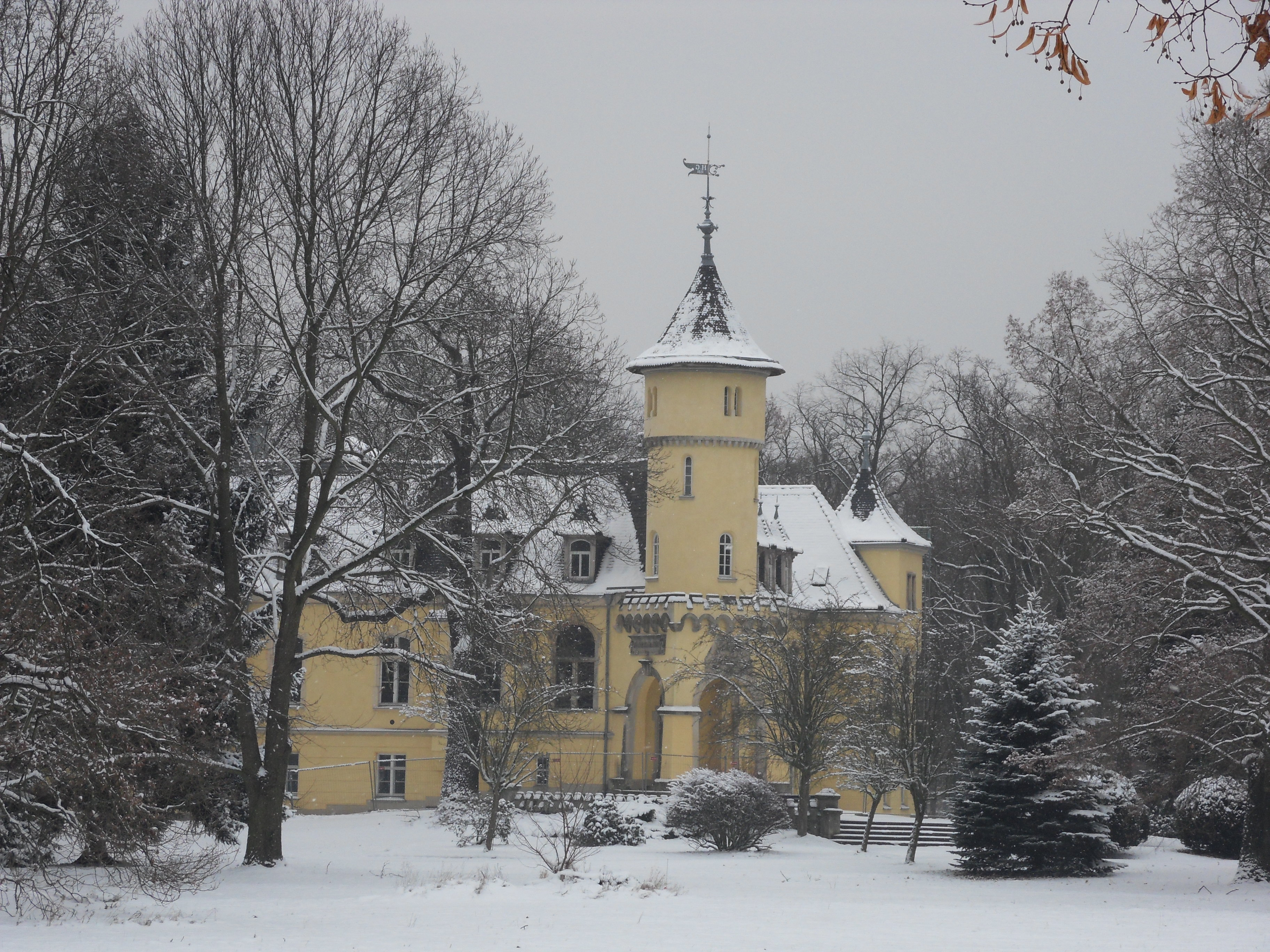
Vue du château en hiver